# کلاموس (آیووا)
کلاموس (به انگلیسی: Calamus) شهری در ایالت آیووا کشور ایالات متحده آمریکا است که جمعیت آن در سرشماری سال ۲۰۱۰ میلادی، ۴۳۹ نفر بوده‌است.

## نگارخانه

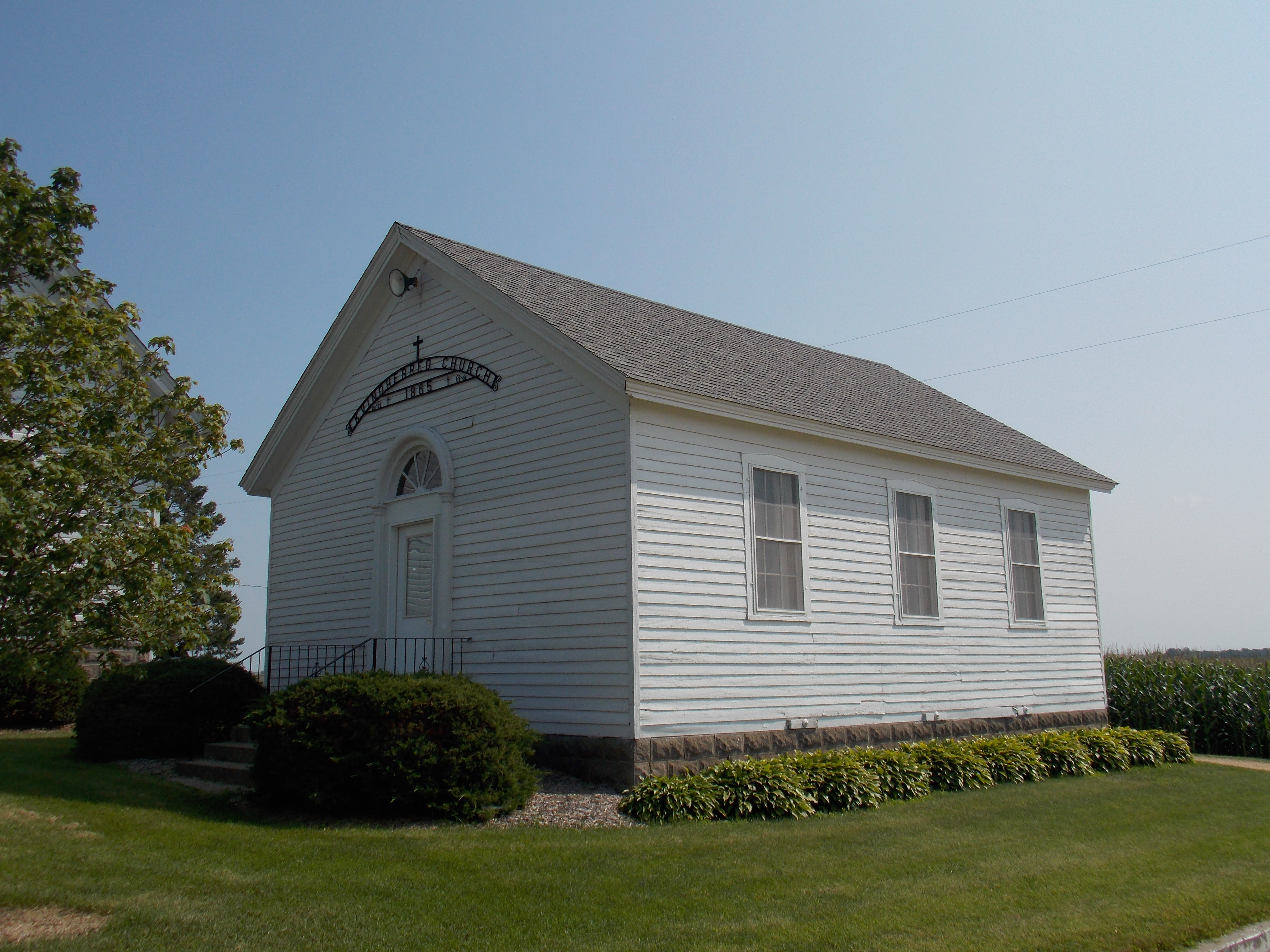
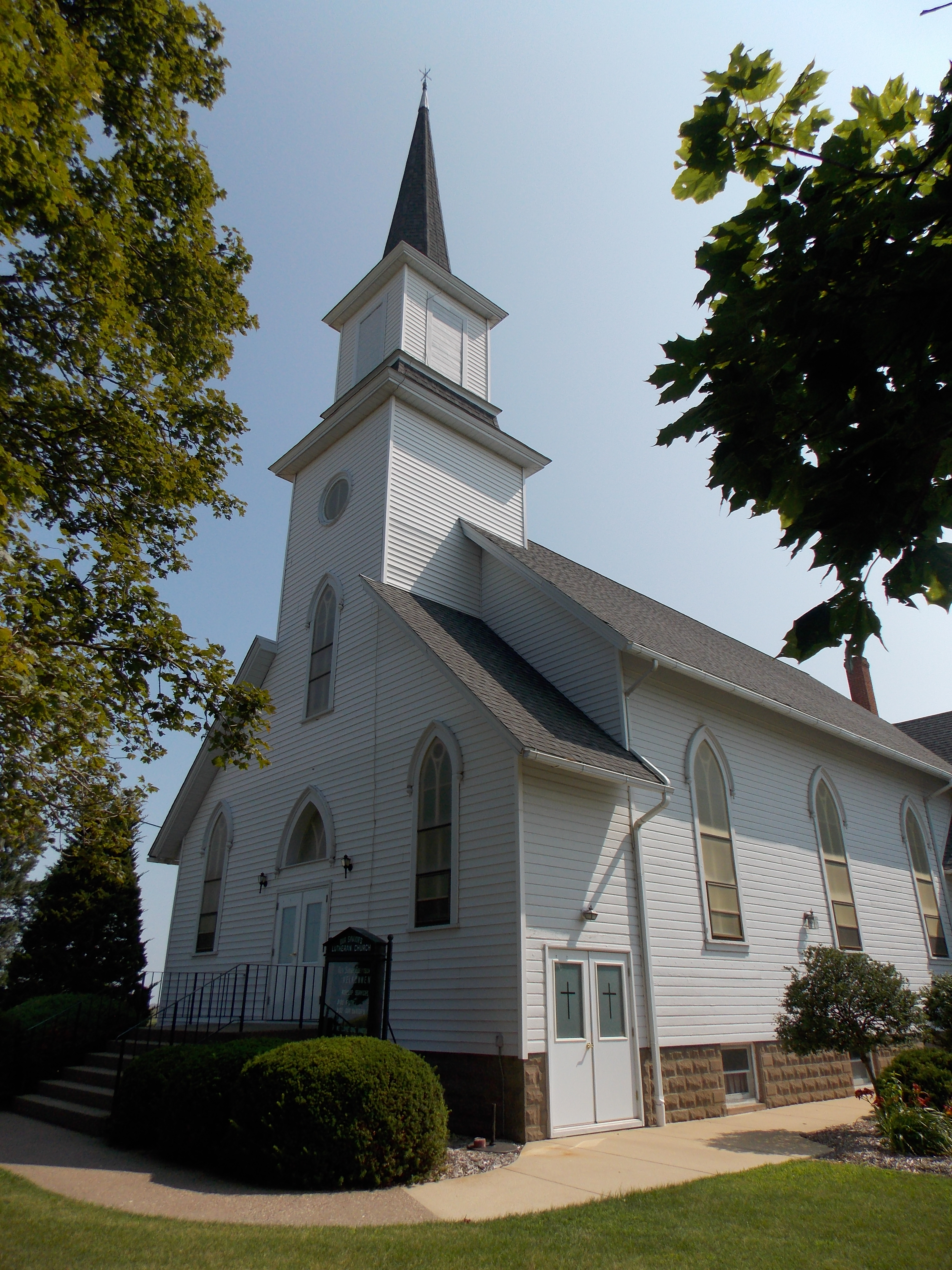
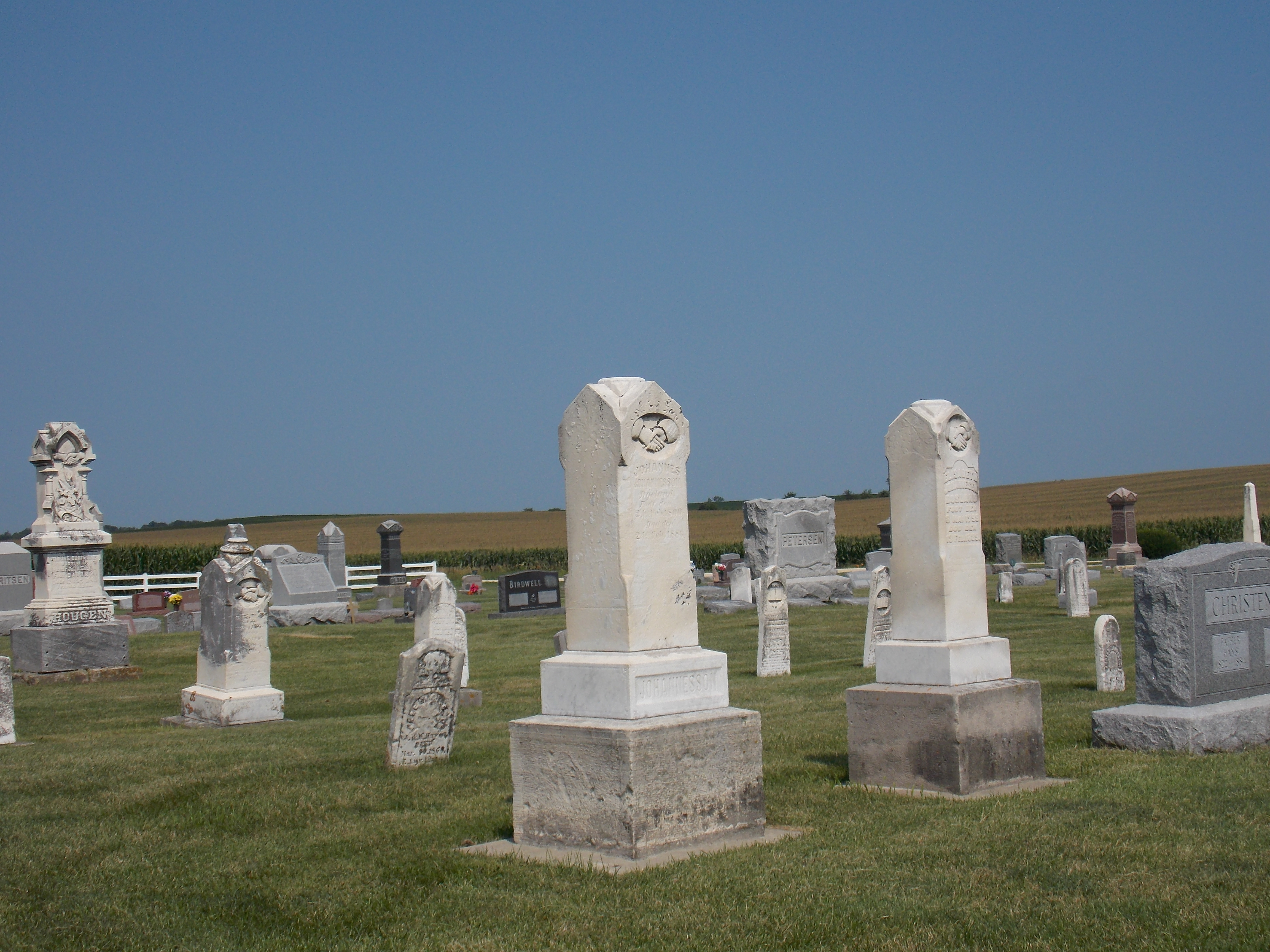